# Ryūta Satō
Ryūta Satō (佐藤隆太?, Satō Ryūta; Meguro, 27 febbraio 1980) è un attore giapponese.
Inizia la sua carriera nel mondo dello spettacolo nei primi anni 2000, e fin dall'inizio partecipa a molti programmi televisivi, dorama e pellicole cinematografiche, interpretando via via sempre più ruoli di rilievo. Lavora per l'agenzia K-Factory; è sposato e ha una figlia.
Dopo aver fatto parte del cast di Ikebukuro West Gate Park affiancato al senpai Tomoya Nagase ed assieme a dei giovanissimi ma già promettenti Yamapi e Satoshi Tsumabuki, in Kimi wa Petto si trova per la prima volta a fianco dell'idol j-pop Jun Matsumoto, col quale interpreterà in seguito anche uno dei personaggi principali nel dorama live action Bambino!.
In Pride è invece assieme a Takuya Kimura, mentre nella miniserie Satomi Hakkenden è co-protagonista con Hideaki Takizawa; infine è uno dei protagonisti anche in Rookies, il dorama live action ispirato all'omonimo manga.

## Filmografia

### Cinema
- Jump, regia di Masao Takeshita (2003)
- Revolver - Aoi haru, regia di Takeshi Watanabe (2003)
- Rockers, regia di Takanori Jinnai (2003)
- Kisarazu Cat's Eye: Nihon Series, regia di Fuminori Kaneko (2003)
- Sayonara Kuro, regia di Joji Matsuoka (2003)
- Umizaru, regia di Eiichirô Hasumi (2004)
- Busu, regia di Yoshihiro Nakamura (2005)
- Lorelei, regia di Shinji Higuchi, Cellin Gluck (2005)
- 7 Gatsu 24 Nichi Toori no Christmas, regia di Shôsuke Murakami (2006)
- Kisarazu Cat's Eye: World Series, regia di Fuminori Kaneko (2006)
- Tokyo Friends - Il film, regia di Kozo Nagayama (2006)
- Limit of Love Umizaru, regia di Eiichirô Hasumi (2006)
- Mamiya Kyoudai, regia di Yoshimitsu Morita (2006)
- Tsukigami, regia di Yasuo Furuhata (2007)
- Gachi Boy, regia di Norihiro Koizumi (2008)
- ROOKIES, regia di Yûichirô Hirakawa (2009)
- Oniichan no hanabi, regia di Masahiro Kunimoto (2010)
- Akumu-chan, regia di Noriyoshi Sakuma (2014)
- Fullmetal Alchemist, regia di Fumihiko Sori (2017)
- Fullmetal Alchemist - La vendetta di Scar, regia di Fumihiko Sori (2022)

### Televisione
- Ikebukuro West Gate Park – serie TV, (2000)
- Tengoku ni Ichiban Chikai Otoko 2 – serie TV, (2001)
- Hero – serie TV, (2001)
- Kaze no Bon kara (2002)
- Tensai Yanagisawa Kyoju no Seikatsu – serie TV, (2002)
- Kisarazu Cat's Eye – serie TV, (2002)
- Ashita Tenki ni Naare – serie TV, (2003)
- Manhattan Love Story – serie TV, (2003)
- Sei il mio cucciolo – serie TV, (2003)
- Rikon Bengoshi SP – serie TV, (2004)
- Ichiban Taisetsu na Hito wa Dare Desu ka – serie TV, (2004)
- Tokyo Wankei – serie TV, (2004)
- Division 1 Runner's High – serie TV, (2004)
- Pride – serie TV, (2004)
- Umizaru – serie TV, (2005)
- Tokyo Friends – serie TV, (2005)
- Rikon Bengoshi 2 – serie TV, (2005)
- Fuyu no Undokai – serie TV, (2005)
- Galcir – serie TV, (2006)
- Rondo – serie TV, (2006)
- Satomi Hakkenden – serie TV, (2006)
- Utahime – serie TV, (2007)
- Bambino! – serie TV, (2007)
- Shinuka to Omotta – serie TV, (2007)
- Mama ga Ryori wo Tsukuru Wake – serie TV, (2007)
- Tsubasa no oreta tenshitachi 2 – serie TV, (2007)
- Fuurin Kazan – serie TV, (2007)
- Rookies SP – serie TV, (2008)
- Rookies – serie TV, (2008)
- Konkatsu! – serie TV, (2009)
- Wagaya no rekishi – serie TV, (2010)
- Massugu na Otoko – serie TV, (2010)
- Nankyoku Tairiku – serie TV, (2011)
- Hikaru Hekiga – serie TV, (2011)
- Propose Kyodai – serie TV, (2011)
- Cleopatra na Onnatachi – serie TV, (2012)
- Mou Yuukai Nante Shinai – serie TV, (2012)
- Legal High#2 – serie TV, (2013)
- Detarame Hero – serie TV, (2013)
- Hitojichi no Rodokukai – serie TV, (2014)
- Chocolatier - Cioccolata per un cuore spezzato – serie TV, (2014)
- Il marito di mio fratello – serie TV, (2018)
- Uchi no otto wa shigoto ga dekinai – serie TV, (2017)